# كارل أنطون إيكيرت
كارل أنطون إيكيرت (بالألمانية: Karl Anton Eckert)‏ هو ملحن وعازف بيانو ألماني، ولد في 17 ديسمبر 1820 في برلين في ألمانيا، وتوفي بنفس المكان في 14 أكتوبر 1879.

## وصلات خارجية
- كارل أنطون إيكيرت على موقع ميوزك برينز (الإنجليزية)
- كارل أنطون إيكيرت على موقع ديسكوغز (الإنجليزية)